# Президентські вибори в Казахстані 2019
Президентські вибори в Казахстані 2019 (каз. Қазақстан Республикасы президент сайлауы 2019) відбулися в Казахстані 9 червня 2019 року.

## Фон
Нурсултан Назарбаєв був обраний на п'ятий термін на посаді президента на виборах 2015 року. Очікувалося, що він знову почне працювати у 2020 році, але у березні 2019 року він подав у відставку, стверджуючи, що голова Сенату Касим-Жомарт Токаєв обійме посаду президента до кінця його терміну 2015—2020 років.

## Виборча система

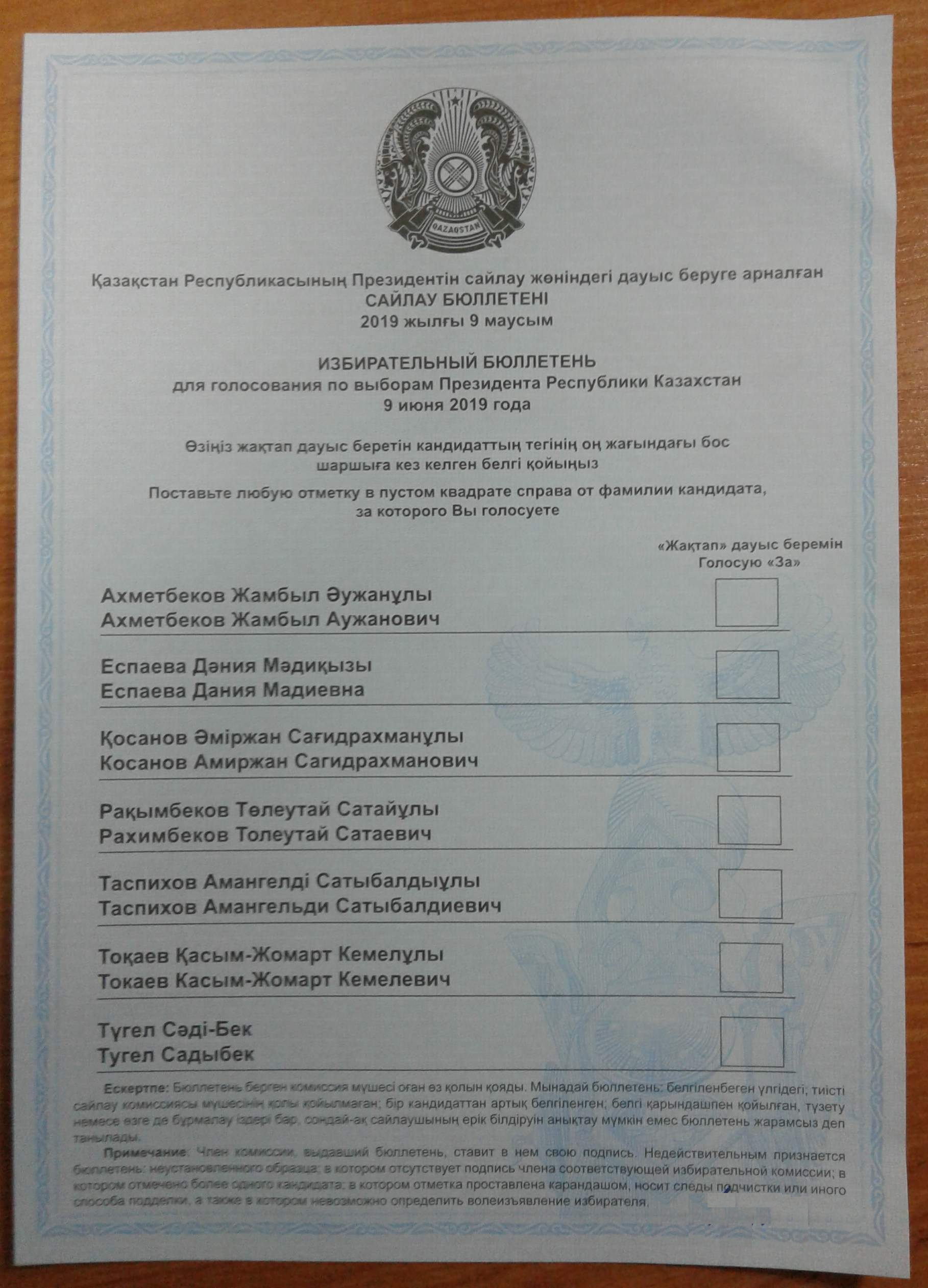
2019 Kazakh presidential election ballot sheet

Президент Казахстану обирається за двосторонньою системою; якщо жоден з кандидатів не отримав більшості голосів у першому турі, то в другому беруть участь два кандидати, які набрали найбільшу кількість голосів.

## Потенційні кандидати

### Нур Отан
- Самат Абіш, перший заступник голови Комітету національної безпеки Казахстану, племінник колишнього президента Нурсултана Назарбаєва[4]
- Бауржан Байбек, мер Алмати[4]
- Ассет Ісекешев, начальник штабу виконавчої служби Президента
- Карим Масімов, голова Комітету національної безпеки Казахстану[4]
- Дарига Назарбаєва, голова Сенату Казахстану, дочка колишнього президента Нурсултана Назарбаєва[4][5]
- Імангалі Тасмагамбетов, посол Казахстану в Росії[4]
- Касим-Жомарт Токаєв, чинний президент Казахстану[4][6]